# Лунное кино (песня)
«Лунное кино» — песня композитора Юрия Чернавского на слова Александра Маркевича, написанная в 1986 году. Была исполнена советским актёром и певцом Михаилом Боярским для альбома «Лунное кино» (Михаил Боярский поёт песни Юрия Чернавского), выпущенного Всесоюзной фирмой «Мелодия» на грампластинках 22 июня 1987 года.

## Создание песни
Альбом с песней «Лунное кино» записывался в домашней студии Чернавского в течение месяца:
…Нет, это было не на кухне, — вспоминает Боярский, — но то, что все происходило дома — факт. В одной из комнат Юра сделал что-то вроде студии. Как сейчас помню: мы писали песни для пластинки «Лунное кино», а Володя Пресняков был на подпевках. Музыка рождалась на ходу. У Юры была такая манера: напевать что-то, а потом преобразовывать в какую-то мелодию. Он называл этот процесс «выкорякивать фишку». И ведь «выкорякивали»! А когда я спорил с аранжировкой, он парировал: «Ты ни черта не понимаешь. Сейчас другие звуки, другая музыка…
Песни с пластинки являлись основой репертуара Боярского во время участия в телевизионной передаче «Музыкальный ринг» в начале 1987 года.

## Отзывы прессы
Пресса приняла пластинку спокойно и доброжелательно:
…альбом Боярского «Лунное кино». Удивительные и необычайно красивые песни. Романтичные, деликатные и очень профессионально сделанные…
В пластинку «Лунное кино» вошли песни московского композитора и аранжировщика Юрия Чернавского.
Первоначально предполагалось, что это будут песни и инструментальная музыка из кинофильмов. Но в процессе работы у композитора, находящегося в постоянном творческом поиске, появились новые идеи, в результате которых родились песни «Лунное кино», «Если ты помнишь», «Капитан», «Фараон».
И для автора, прекрасно владеющего всей палитрой звукозаписи, и для Михаила Боярского, тонко чувствующего современный музыкальный язык, эта работа была настоящим экспериментом, попыткой ухода от существующих штампов в эстрадной музыке.
В 2012 году шеф-редактор раздела «Современная музыка» сайта Colta.ru, Денис Бояринов, поместил песню в свой список «Топ-12: Юрий Чернавский».
28 декабря 1986 года в новогоднем выпуске программы «Утренняя почта» появился видеоклип Михаила Боярского на песню Юрия Чернавского «Лунное кино» с участием трёх модных юнош на заднем плане, танцующих верхний брейк. В 1990 году отрывки из видеоклипа были показаны в документальном фильме о композиторе Чернавском «Здравствуй, мальчик Бананан!».
Песня многократно переиздавалась на разного рода сборниках — в оригинале и ремиксах.

## Список композиций альбома
Музыка: Ю. Чернавский.
- A1 — Лунное кино; слова — А. Маркевич, 5:14.
- A2 — Если ты помнишь; слова — А. Маркевич, 6:20.
- A3 — Капитан; слова — А. Маркевич, Ю. Чернавский, 3:51.
- A4 — Фараон; слова — А. Маркевич, 4:00.
- B1 — Дорога к дому; слова — Г. Кантор, гитара — В. Голутвин, 4:54.
- B2 — Фотограф (из к/ф «Выше радуги»); слова — Л. Дербенёв, 4:11.
- B3 — Трёхголовый дракон (из к/ф «Сезон чудес»); слова — Л. Дербенёв, 3:34.
- B4 — Я друга жду (из т/ф «Витражных дел мастер»); слова — А. Вознесенский, 3:53.
- B5 — Только раз (из к/ф «Выше Радуги»); слова — Л. Дербенёв, 3:48.